# Trainspotting
Trainspotting är en brittisk svart dramakomedifilm från 1996 i regi av Danny Boyle, baserad på Irvine Welsh roman från 1993 med samma titel. Filmen Oscarnominerades 1997 för bästa manus efter förlaga, vann tre BAFTA-utmärkelser 1996–1997 och fick ett stort antal andra utmärkelser och nomineringar. Den blev också det internationella genombrottet för skådespelaren Ewan McGregor.
1999 placerade British Film Institute filmen på 10:e plats på sin lista över de 100 bästa brittiska filmerna genom tiderna. 

## Handling
Handlingen utspelar sig under 1980-talet i Edinburgh i Skottland. Den unge heroinmissbrukaren Mark Renton (McGregor) gör ännu ett i raden av försök att komma ur sitt beroende. Det blir en svår kamp. Heroin är inte bara i sig en kraftigt beroendeframkallande substans; dessutom är de flesta av Rentons kompisar också heroinister och Renton börjar inse att det inte bara är heroinet han behöver göra sig kvitt.
Under filmens gång drabbas Renton av flera återfall och det visar sig bli betydligt svårare att sluta än vad Renton eller någon annan någonsin kunnat tänka sig...

## Rollista (urval)
- Ewan McGregor – Mark "Rent Boy" Renton
- Ewen Bremner – Daniel "Spud" Murphy
- Jonny Lee Miller – Simon "Sick Boy" Williamson
- Robert Carlyle – Francis "Franco" Begbie
- Kevin McKidd – Tommy MacKenzie
- Kelly Macdonald – Diane Coulston
- Peter Mullan – Swanney "Mother Superior"
- Eileen Nicholas – Mrs Renton
- James Cosmo – Mr Renton
- Susan Vidler – Allison
- Pauline Lynch – Lizzy
- Shirley Henderson – Gail Houston
- Stuart McQuarrie – Gav Temperley
- Irvine Welsh – Mikey Forrester
- Kevin Allen – Andreas
- Keith Allen – Langaren

## Produktion
Även om merparten av filmens handling sägs utspelas i Edinburgh är nästan hela filmen faktiskt inspelad i Glasgow.
Ewan McGregor förberedde sig för huvudrollen som Mark Renton genom att gå ner cirka 12 kilo i vikt.
Irvine Welsh har skrivit en uppföljare som heter Porno. I denna får vi följa några av huvudpersonerna i Trainspotting (bland annat Mark Renton) nio år efter händelserna i den första boken. Huruvida Porno någonsin kommer att filmatiseras är oklart, men Danny Boyle har uttryckt intresse av att regissera om så blir fallet.

## Mottagande
Trainspotting fick blandade recensioner vid premiären, de positiva (de flesta brittiska tidningar som Time Out London, The Guardian, med flera) hyllade filmens speciella svarta humor, dess unika blandning av färger, former och musik, och inte minst dess förmåga att fånga tidsandan som rådde i Storbritannien vid denna tid.
De negativa recensionerna (i bland annat USA) menade att filmen inte tillräckligt tydligt tar avstånd från heroinmissbruk. Senator Bob Dole, som kandiderade i det amerikanska presidentvalet 1996, uttalade sig negativt om filmen och menade att den förhärligade narkotika. Dole medgav dock i ett senare läge att han aldrig sett filmen.
När filmen skulle släppas i USA gjorde man om delar av dialogen i filmens början, då det befarades att den amerikanska biopubliken annars inte skulle förstå den utpräglade skotska dialekt som talas i filmen.

## Musik i filmen
Trainspotting har inget traditionellt soundtrack skrivet specifikt för filmen, utan förlitade sig istället på såväl etablerad som nyskriven musik från ett stort antal artister. Det släpptes två album med musik från filmen som båda blev stora försäljningssuccéer.
Några av de artister och låtar som var med:
- Iggy Pop – "Nightclubbing" (David Bowie, Pop)
- Iggy Pop – "Lust for Life" (Bowie, Pop)
- Brian Eno – "Deep Blue Day"
- Primal Scream – "Trainspotting"
- Sleeper – "Atomic"
- New Order – "Temptation"
- Blur – "Sing"
- Lou Reed – "Perfect Day"
- Pulp – "Mile End"
- Bedrock featuring Kyo – "For What You Dream of"
- Elastica – "2:1"
- Leftfield – "A Final Hit"
- Underworld – "Born Slippy"
- Damon Albarn – "Closet Romantic"

## Betydelse
Ewen Bremner, som spelar "Spud" i filmen, har även spelat huvudrollen som Mark Renton i ett flertal teateruppsättningar av Trainspotting.
Det har gjorts ett flertal parodier på filmen, bland annat i Simpsons, Family Guy och Adam and Joe Show.